# Kleinsporig kransbolletje
Het kleinsporig kransbolletje (Capronia moravica) is een schimmel behorend tot de familie Herpotrichiellaceae. Hij leeft saprotroof op dood loofhout.

## Kenmerken
De ascosporen hebben 3(4) septen.

## Verspreiding
In Nederland komt het kleinsporig kransbolletje zeer zeldzaam voor.